# Saint-Germain-de-Grave
Saint-Germain-de-Grave é uma comuna francesa na região administrativa da Nova Aquitânia, no departamento da Gironda. Estende-se por uma área de 6,04 km². Em 2010 a comuna tinha 163 habitantes (densidade: 27 hab./km²).